# Beroroha
Beroroha è una città e comune del Madagascar situata nel distretto di Beroroha, regione di Atsimo-Andrefana. 
La popolazione del comune rilevata nel censimento 2001 era pari a 19 800 unità.